# Sub rosa
Die lateinische Wendung sub rosa (wörtlich „unter der Rose“) hat die Bedeutung „unter dem Siegel der Verschwiegenheit“. Offenbar handelt es sich um eine Übersetzung ins Neulateinische, da entsprechende Wendungen in einigen westgermanischen Sprachen deutlich vor dem ersten bekannten Beleg der lateinischen Form von 1654 bezeugt sind, also im frühen Neuniederländischen („onder de roose“), im Mittelniederdeutschen („under der rosen“), im Frühneuhochdeutschen („unter der rose“) sowie im Englischen („under the rose,“ erstmals 1546 belegt).
Frühe Belege aus dem Deutschen finden sich zum Beispiel bei Sebastian Brant 1494:
und wills jn bichtswisz han geton,

das nit verwissung kum darvon

und das ers under der rosen hett

und jn din eigen hertz geredt.
und in einem Gedicht von Hans Sachs:
doch als [=alles] was wir heint theten kosen

sol als ghredt sein undter der rosen

auff das kein wörtlein weitter kumb.
In Grimms Deutschem Wörterbuch und anderen Werken wird die Frage nach der Herkunft betreffend auf die Schweigerose verwiesen, also die an der Decke von Konventsälen, an Beichtstühlen und in Rittersälen als Symbol des Schweigens angebrachte geschnitzte oder gemalte Rose. Eine weitere Herleitung geht von mit Rosen bekränzten Zechern beim Gastmahl aus, also dass etwas, das vertraulich unter Freunden beim Wein geredet wird, nicht nach außen dringen soll. Schließlich gibt es noch eine mythologische Herleitung, dass nämlich die Rose ein Geschenk der Venus/Aphrodite an Harpokrates, den Gott des Schweigens, gewesen sein soll, um sicherzustellen, dass über die diversen Liebeshändel der Göttin der Liebe Verschwiegenheit gewahrt bleibe. Belegt wird das durch ein spätlateinisches Epigramm:
Est rosa flos Veneris, cujus quo furta laterent

Harpocrati matris dona dicavit amor.

Inde rosam mensis hospes suspendit amici,

Convivae ut sub ea dicta tacenda sciat.
Die deutsche Form der Wendung war vom 15. bis in das 17. Jahrhundert häufig und ist heute ganz ungebräuchlich, die lateinische Form war bis ins 19. Jahrhundert noch geläufig. Bekannt ist das Goethezitat:
Niemand beichtet gern in Prosa;

Doch vertraun wir oft sub Rosa

In der Musen stillem Hain.
Heute ist die Wendung sub rosa selten und wird allenfalls bildungssprachlich verwendet.